# Cassandre Beaugrand
Cassandre Beaugrand (Livry-Gargan, 23 de mayo de 1997) es una deportista francesa que compite en triatlón.
Participó en tres Juegos Olímpicos de Verano, entre los años 2016 y 2024, obteniendo dos medallas, bronce en Tokio 2020, en la prueba de relevo mixto, y oro en París 2024, en la prueba individual.
Ganó dos medallas en el Campeonato Mundial de Triatlón, en los años 2023 y 2024, seis medallas en el Campeonato Mundial de Triatlón por Relevos Mixtos entre los años 2014 y 2025, y cuatro medallas en el Campeonato Europeo de Triatlón entre los años 2017 y 2022.
Además, obtuvo dos medallas en el Campeonato Mundial de Triatlón de Velocidad, en los años 2022 y 2023, y una medalla de bronce en el Campeonato Europeo de Triatlón de Velocidad de 2016.

## Palmarés internacional
| Juegos Olímpicos                      | Juegos Olímpicos      | Juegos Olímpicos  | Juegos Olímpicos |
| Año                                   | Lugar                 | Medalla           | Prueba           |
| ------------------------------------- | --------------------- | ----------------- | ---------------- |
| 2020                                  | Tokio (Japón)         | Medalla de bronce | Relevo mixto     |
| 2024                                  | París (Francia)       | Medalla de oro    | Individual       |
| Campeonato Mundial                    |                       |                   |                  |
| Año                                   | Lugar                 | Medalla           | Prueba           |
| 2023                                  | Pontevedra (España)   | Medalla de plata  | Individual       |
| 2024                                  | Torremolinos (España) | Medalla de oro    | Individual       |
| Campeonato Mundial por Relevos Mixtos |                       |                   |                  |
| Año                                   | Lugar                 | Medalla           | Prueba           |
| 2014                                  | Hamburgo (Alemania)   | Medalla de plata  | Relevo mixto     |
| 2018                                  | Hamburgo (Alemania)   | Medalla de oro    | Relevo mixto     |
| 2019                                  | Hamburgo (Alemania)   | Medalla de oro    | Relevo mixto     |
| 2020                                  | Hamburgo (Alemania)   | Medalla de oro    | Relevo mixto     |
| 2022                                  | Montreal (Canadá)     | Medalla de oro    | Relevo mixto     |
| 2025                                  | Hamburgo (Alemania)   | Medalla de plata  | Relevo mixto     |
| Campeonato Europeo                    |                       |                   |                  |
| Año                                   | Lugar                 | Medalla           | Prueba           |
| 2017                                  | Kitzbühel (Austria)   | Medalla de plata  | Relevo mixto     |
| 2018                                  | Glasgow (Reino Unido) | Medalla de oro    | Relevo mixto     |
| 2018                                  | Glasgow (Reino Unido) | Medalla de bronce | Individual       |
| 2022                                  | Múnich (Alemania)     | Medalla de oro    | Relevo mixto     |

| Campeonato Mundial | Campeonato Mundial    | Campeonato Mundial | Campeonato Mundial |
| Año                | Lugar                 | Medalla            | Prueba             |
| ------------------ | --------------------- | ------------------ | ------------------ |
| 2022               | Montreal (Canadá)     | Medalla de plata   | Individual         |
| 2023               | Hamburgo (Alemania)   | Medalla de oro     | Individual         |
| Campeonato Europeo |                       |                    |                    |
| Año                | Lugar                 | Medalla            | Prueba             |
| 2016               | Châteauroux (Francia) | Medalla de bronce  | Individual         |